# Liste der Monuments historiques in Vernierfontaine
Die Liste der Monuments historiques in Vernierfontaine führt die Monuments historiques in der französischen Gemeinde Vernierfontaine auf.

## Liste der Objekte
| Bezeichnung                  | Beschreibung           | Standort                      | Kennzeichnung | Schutzstatus | Datum | Bild |
| ---------------------------- | ---------------------- | ----------------------------- | ------------- | ------------ | ----- | ---- |
| Skulptur Johannes der Täufer | Stein, 18. Jahrhundert | in der Kirche St-André (Lage) | PM25001413    | Classé       | 1975  |      |
| Skulptur Petrus              | Stein, 18. Jahrhundert | in der Kirche St-André (Lage) | PM25001414    | Classé       | 1975  |      |